# Čestmír Neoral
Čestmír Neoral (* 1. prosince 1952 Olomouc) je český chirurg, pedagog a výzkumník.

## Život
Narodil se v roce 1952, otec Lubomír Neoral byl soudním lékařem. V roce 1971 vystudoval SVVŠ v Hejčíně. Do roku 1977 poté studoval na Lékařské fakultě Univerzity Palackého. Po promoci v roce 1977 pracoval do roku 1978 na chirurgickém oddělení nemocnice v Přerově. V letech 1978 až 1987 poté působil jako chirurg v Šumperku, v letech 1981 a 1986 přitom vykonal atestace. V roce 1987 začal působit na chirurgické klinice v Olomouci, kde v letech 1987 až 1991 působil jako onkochirurgický ordinář a od roku 1991 rovněž jako vedoucí lékaře centrálních operačních sálů.
V roce 1994 se stal předsedou Svazu českých lékařů, v roce 2000 se stal místopředsedou nástupnické organizace. Od roku 1998 je kandidátem věd a od roku 1999 docent. V roce 2000 získal atestaci v oboru plicní chirurgie. V lednu 2003 byl jmenován statutárním zástupcem FN Olomouc, od června do prosince 2004 poté působil jako ředitel, přičemž v lednu 2005 byl opět jmenován náměstkem ředitele. V září 2005 se stal přednostou 1. chirurgické kliniky. Od roku 2008 je atestován v oblasti gastroenterologie, v roce 2011 pak z onkochirurgie. Angažoval se rovněž ve vědeckých radách Lékařské fakulty UP a Lékařské fakulty Ostravské univerzity, později se rovněž stal 1. místopředsedou České chirurgické společnosti a členem gastroenterologické a onkologické společnosti a společnosti pro klinickou medicínu při Akademii věd.
V červnu 2012 obdržel Cenu města Olomouce v oblasti přírodní vědy – medicína.
V senátních volbách v roce 2022 kandidoval jako člen ODS do Senátu PČR v senátním obvodu č. 61 – Olomouc. Se ziskem 11,41 % hlasů skončil na třetím místě a do druhého kola voleb nepostoupil.